# مسجد تون عبد العزيز
مسجد تون عبد العزيز (بالملايو: Tun Abdul Aziz masjid ) هو مسجد في بيتالينغ جايا في اقليم سلاغور في ماليزيا، يقع المسجد في القسم الرابع عشر في التقاطع بين جالان سيمنغات وجالان داتو عبد العزيز.

## التاريخ
شيد مسجد تون عبد العزيز في الفترة بين عام 1975 وعام 1977، وافتتح المسجد رسميا في الحادي والثلاثين من شهر يوليو تموز من عام 1977، من قبل السلطان صلاح الدين عبد العزيز شاه سلاغور.

## الاسم
سمي الاسم باسم مسجد تون عبد العزيز نسبة لتون عبد العزيز عبد المجيد، وهو عضو سابق في منتري بيسار ورئيس وزراء ولاية سلاغور في الفترة (1955 - 1956)، وكذلك السكرتير الأول للحكومة في الفترة (1957 - 1964).

## وصلات خارجية
- البوم صور مسجد تون عبد العزيز